# Marat-e Balkarun
Marat-e Balkarun (persisch: مرتع بلكرون, auch romanisiert als Maratʿ-e Balkarūn) ist ein Dorf im Landkreis Sajjadrud, Bezirk Bandpey-ye Sharqi, Kreis Babol, Provinz Mazandaran, Iran. Bei der Volkszählung 2006 betrug die Einwohnerzahl 114, die sich auf 30 Familien verteilten.